# 딜탱
딜탱은 비디오 게임 등에서 탱커의 역할과 딜러의 역할을 모두 수행하는 캐릭터 역할군을 가리키는 단어이다. 힐러와 함께 조합되는 캐릭터이다.

## 능력
딜탱은 적을 공격하여 피해를 주고 적에게 상태 이상의 디버프를 주는 역할과 더불어 적의 공격으로부터 아군들을 보호하는 역할을 수행한다.

## 딜탱의 종류
다음은 딜탱들의 종류에 대해 나열하는 분류이다.
- 도발 겸 딜러:자신이 도발을 하여 적의 공격도 막으면서 적에게 공격을 가해 피해를 주는 캐릭터이다.
- 아군 보호막 겸 딜러:적으로부터 아군들을 보호하는 보호막을 치면서 자신도 적을 공격하여 피해를 주는 캐릭터이다.
- 회피 겸 딜러:적의 공격을 아군들이 일정 확률로 회피할 수 있는 능력을 보유하게 하며 자신도 적을 공격하여 피해를 주는 캐릭터이다.

## 같이 보기
- 비디오 게임
- 캐릭터 클래스